# Міжнародні десятиліття ООН
Міжнародні десятиліття (англ. International Decades) Організація Об'єднаних Націй проголошує з метою привернути увагу світу до особливо важливих і невідкладних проблем. Це – один з видів спеціальних заходів і пам'ятних дат ООН.
Міжнародні десятиліття визначаються резолюціями Генеральної Асамблеї ООН. Резолюції також схвалюють довгострокові цілі та заходи щодо поліпшення відповідної проблемної ситуації. Залежно від проголошеної ООН теми, одній із спеціалізованих агенцій ООН надаються повноваження щодо глобального управління та координації Міжнародного десятиріччя, а держави-члени запрошуються взяти участь у реалізації цілей на національному рівні. 
Зокрема, Продовольчу та сільськогосподарську організацію ООН і Всесвітню організацію охорони здоров'я визначено провідними в здійсненні Десятиліття дій з проблем харчування (2016-2025 роки), виконання якої вони повинні забезпечувати у співпраці з Всесвітньою продовольчою програмою, Міжнародним фондом сільськогосподарського розвитку та Дитячим фондом ООН (п. 3 Резолюції ГА ООН № A/RES/70/259).

## 2021–2030
- Міжнародне десятиліття науки про океан в інтересах стійкого розвитку (англ. International Decade of Ocean Science for Sustainable Development) (A/RES/72/73, draft A/72/L.18)

## 2019–2028
- Десятиліття ООН щодо сімейних фермерських господарств (англ. United Nations Decade of Family Farming) (A/RES/72/239, draft A/C.2/72/L.12/Rev.1)

## 2016–2025
- Десятиліття дій Організації Об'єднаних Націй з проблем харчування (англ. United Nations Decade of Action on Nutrition)[1]

## 2015–2024
- Міжнародне десятиліття осіб африканського походження (англ. International Decade for People of African Descent)[2]

## 2014–2024
- Десятиліття сталої енергетики для всіх (англ. United Nations Decade of Sustainable Energy for All)[3]

## 2011–2020
- Третє Міжнародне десятиріччя за викорінювання колоніалізму (англ. Third International Decade for the Eradication of Colonialism)[4]
- Десятиліття біорізноманіття Організації Об'єднаних Націй (англ. United Nations Decade on Biodiversity)[5]
- Десятиліття дій з забезпечення безпеки дорожнього руху (англ. Decade of Action for Road Safety)[6]

## 2010–2020
- Десятиліття Організації Об'єднаних Націй, присвячене пустелям і боротьбі з опустелюванням (англ. International United Nations Decade for Deserts and the Fight against Desertification) [7]

## 2008–2017
- Друге Десятиліття Організації Об'єднаних Націй по боротьбі з бідністю (англ. Second United Nations Decade for the Eradication of Poverty) [8]

## 2006–2016
- Десятиліття реабілітації і стійкого розвитку постраждалих регіонів (третє десятиліття після Чорнобиля) (англ. Decade of Recovery and Sustainable Development of the Affected Regions (third decade after the Chernobyl disaster)) [9]

## 2005–2015
- Міжнародне десятиріччя дій «Вода для життя» (англ. International Decade for Action, “Water for Life”)[10] [11]

## 2005–2014
- Друге Міжнародне десятиріччя корінних народів світу (англ. Second International Decade of the World’s Indigenous People)[12]
- Десятиліття освіти в інтересах сталого розвитку Організації Об'єднаних Націй (англ. United Nations Decade of Education for Sustainable Development)[13]

## 2003-2012
- Десятиліття письменності Організації Об'єднаних Націй: освіта для всіх (англ. United Nations Literacy Decade: Education for All)[14]

## 2001-2010
- Міжнародне десятиріччя культури миру та ненасильства в інтересах дітей планети (англ. International Decade for a Culture of Peace and Non-violence for the Children of the World)[15]
- Десятиліття боротьби за скорочення масштабів захворюваності малярією в країнах, що розвиваються, особливо в Африці (англ. Decade to Roll Back Malaria in Developing Countries, Particularly in Africa) [16]
- Друге Міжнародне десятиріччя за викорінювання колоніалізму (англ. Second International Decade for the Eradication of Colonialism)[17]

## 1997-2006
- Десятиліття Організації Об'єднаних Націй по боротьбі з бідністю (англ. Decade for The Eradication for Poverty)[18]

## 1995-2004
- Десятиліття освіти в галузі прав людини ООН (англ. Decade for Human Rights Education)[19]

## 1994-2004
- Перше Міжнародне десятиріччя корінних народів світу (англ. Decade of the World's Indigenous People) [20]

## 1993-2003
- Третє Десятиріччя дій по боротьбі проти расизму і расової дискримінації (англ. Third Decade to Combat Racism and Racial Discrimination) [21]

## 1991-2000
- Друге Десятиліття промислового розвитку Африки (англ. Second Industrial Development Decade for Africa) [22] [23]
- Друге Десятиліття транспорту і зв'язку в Африці (англ. Second Transport and Communications Decade in Africa) [24]
- Десятиліття ООН по боротьбі із зловживанням наркотиками (англ. United Nations Decade Against Drug Abuse) [25]
- Четверте Десятиліття розвитку ООН (англ. Fourth United Nations Development Decade) [26]

## 1990-2000
- Міжнародне десятиріччя за викорінювання колоніалізму (англ. International Decade for the Eradification of Colonialism) [27]

## 1990-1999
- Десятиліття міжнародного права ООН (англ. United Nations Decade of International Law) [28]
- Міжнародне десятиріччя із зменшення небезпеки стихійних лих (англ. International Decade for Natural Disaster Reduction) [29] [30]

## 1990-і роки
- Третє Десятиріччя роззброєння (англ. Third Disarmament Decade) [31] [32]

## 1988-1997
- Всесвітнє десятиліття розвитку культури (англ. World Decade for Cultural Development) [33]

## 1983-1993
- Друге Десятиліття дій по боротьбі проти расизму і расової дискримінації (англ. Second Decade to Combat Racism and Racial Discrimination) [34]

## 1983-1992
- Десятиліття інвалідів (англ. United Nations Decade for Disabled Persons) [35]

## 1981-1990
- Міжнародне десятиріччя постачання питної води та санітарії (англ. International Drinking Water Supply and Sanitation Decade) [36]
- Третє Десятиріччя розвитку ООН (англ. Third United Nations Development Decade) [37]

## 1980-1990
- Друге Десятиліття роззброєння (англ. Second Disarmament Decade) [38]

## 1980-і роки
- Десятиліття промислового розвитку Африки (англ. Industrial Development Decade for Africa) [39]

## 1978-1988
- Десятиліття транспорту і зв'язку в Африці (перше) (англ. Transport and Communications Decade for Africa) [40]

## 1976-1985
- Десятиліття жінки ООН: рівність, розвиток і мир (англ. United Nations Decade for Women: Equality, Development and Peace)[41]

## 1973-1983
- Десятиліття дій по боротьбі проти расизму і расової дискримінації (перше) (англ. Decade to Combat Racism and Racial Discrimination)[42]

## 1971-1980
- Друге Десятиліття розвитку ООН (англ. Second United Nations Development Decade) [43]

## 1970-і роки
- Десятиліття роззброєння (перше) (англ. Disarmament Decade) [44]

## 1960-1970
- Декада розвитку ООН (перша) (англ. United Nations Development Decade)[45]